# 扶桑薬品工業

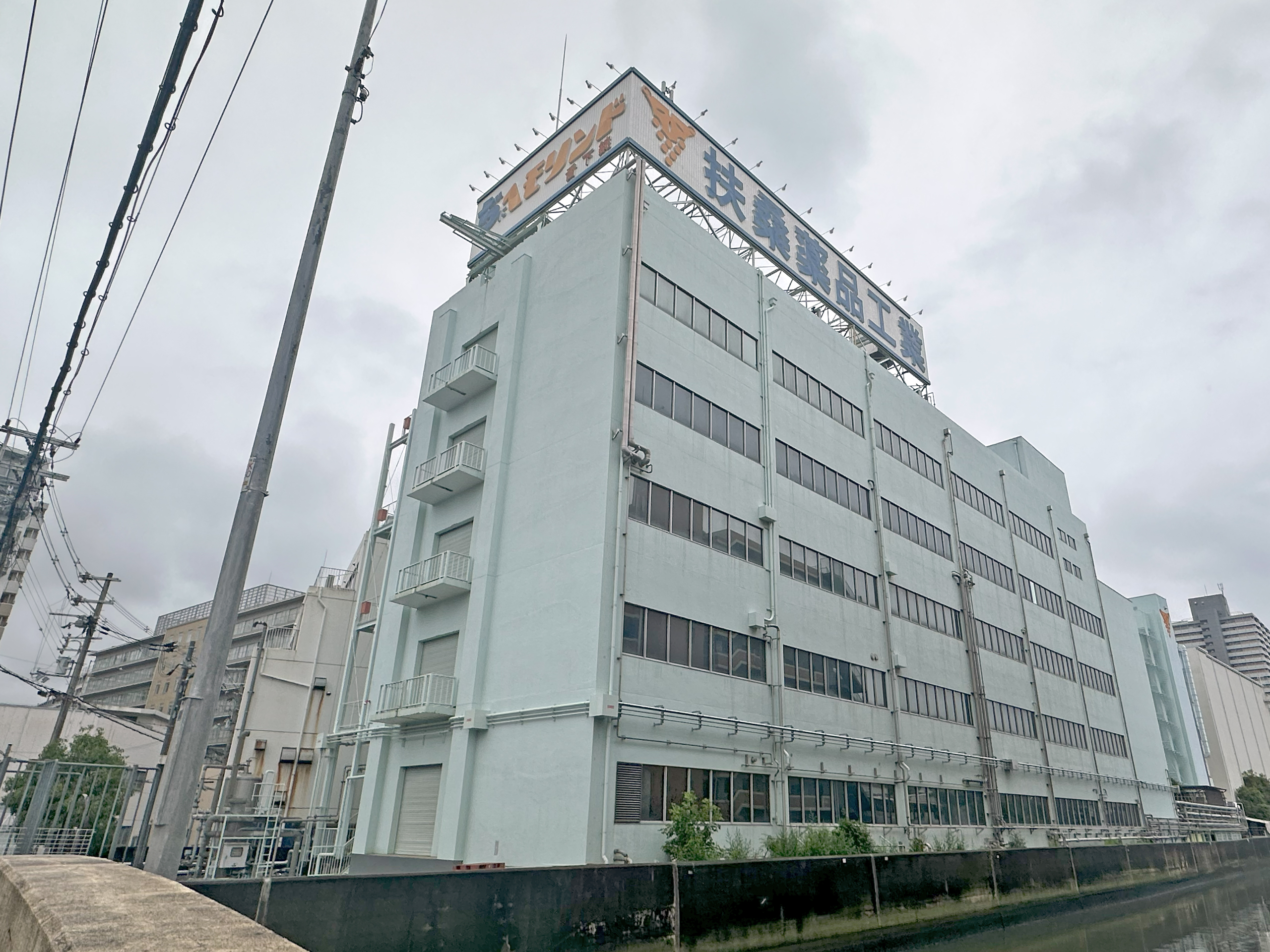
本社事務所兼城東工場

扶桑薬品工業株式会社（ふそうやくひんこうぎょう）は、本社を大阪府大阪市中央区道修町に、本社事務所を、大阪府大阪市城東区に置く医薬品メーカーである。

## 会社概要
医療用医薬品、医療機器、診断薬および研究用試薬（不妊治療関連製品）を取り扱っており、注射液をはじめとする医療用医薬品を主力としている。
日本で初めて透析液を開発した透析剤のトップメーカーであり、日本有数の基礎的医薬品メーカーとして、透析関連製品をはじめ輸液・注射剤などの医療に不可欠な医薬品を多く製造販売するとともに、不妊治療・生殖補助医療（ART）分野にも注力している。
1993年の放送開始より、現在まで続いているよみうりテレビ制作・日本テレビ系番組「ダウンタウンDX」のスポンサーを同番組スタートの同年10月から半年間だけつとめたことがある。また「ダウンタウンDX」の前に放送されていた「所さんのお騒がせデス」のスポンサーも担当していた。ちなみに、同じ扶桑の冠で大阪市中央区に本社があり化学企業である『扶桑化学工業』とは関係ない。
現在まで同社を代表する医薬品の一つとして痔疾用舌下錠「ヘモリンド（東菱薬品工業が製造）」が知られているが、2017年10月に小林製薬に販売権を譲渡した。

## 事業所

### 本社
大阪市中央区道修町1丁目7番10号

### 本社事務所
大阪市城東区森之宮2丁目3番11号

### 研究所
研究開発センター（大阪市城東区）

### 工場
- 茨城工場（茨城県北茨木市）
- 城東工場（大阪市城東区）
- 大東工場（大阪府大東市）
- 岡山工場（岡山県浅口郡）

### 支店・分室
- 札幌支店（北海道札幌市）
- 仙台支店（宮城県仙台市）
- 東京第一支店（東京都中央区）
- 立川分室（東京都立川市）
- 千葉分室（千葉県千葉市）
- 松本分室（長野県松本市）
- 東京第二支店（埼玉県さいたま市）
- 新潟分室（新潟市中央区）
- 東京第三支店（神奈川県横浜市）
- 名古屋支店（愛知県名古屋市）
- 静岡支店（静岡市駿河区）
- 大阪支店（大阪市中央区）
- 金沢分室（石川県金沢市）
- 京都分室（京都市中京区）
- 神戸分室（兵庫県神戸市）
- 岡山支店（岡山市北区）
- 広島支店（広島市中区）
- 福岡支店（福岡市博多区）
- 鹿児島分室（鹿児島県鹿児島市）
- 沖縄分室（沖縄県沖縄市）

## 沿革
- 1937年（昭和12年）3月 - 国産ブドウ糖の専門商社として、大阪市南区に大和商会設立。
- 1942年（昭和17年）12月 - 時局の進展に伴いブドウ糖が一元的配給統制になったため、ブドウ糖を原料とする注射液の製造へ転換を企図、商号を扶桑産業株式会社に変更。
- 1943年（昭和18年）6月 - 大阪市東成区に今里工場を設置し、ブドウ糖注射液、リンゲル液、生理食塩液などの注射液の製造販売を開始。
- 1949年（昭和24年）3月 - 商号を扶桑薬品工業株式会社に変更。
- 1953年（昭和28年）7月 - 本社を大阪府大阪市東区道修町（現・大阪府大阪市中央区）に移転。
- 1957年（昭和32年）3月 - 大阪市城東区に城東工場設置、今里工場は廃止。
- 1963年（昭和38年）4月 - 痔疾治療用舌下錠「ヘモリンド」発売。ヒット商品となる。
- 1964年（昭和39年）
  - 4月 - 大阪市城東区に京橋工場設置、内用剤分野の拡張強化。
  - 8月 - 日本で最初の透析液として「人工腎臓潅流原液”フソー”」を開発し供給開始。
- 1970年（昭和45年）
  - 10月 - 大阪証券取引所市場第二部に株式を上場。
  - 10月 - 扶桑興発株式会社を設立。
- 1973年（昭和48年）2月 - 大阪市城東区（京橋駅付近）に文化・スポーツセンター扶桑会館竣工、扶桑興発株式会社に賃貸し経営委託。
- 1979年（昭和54年）11月 - 大阪府大東市平野屋新町に大東工場設置、内用剤生産工場として操業開始、これに伴い京橋工場は閉鎖。
- 1981年（昭和56年）4月 - 大阪市城東区（城東工場近接地）に新研究開発センター（地上5階）竣工。
- 1983年（昭和58年）9月 - 大阪証券取引所市場第一部に株式を上場。
- 1985年（昭和60年）5月 - 岡山県浅口郡里庄町に岡山工場（地上6階）設置。
- 1989年（平成元年）12月 - 東京証券取引所市場第一部に株式を上場。
- 1994年（平成6年）4月 - 本社所在地に扶桑道修町ビル（地下2階・地上10階）竣工。
- 1995年（平成7年）5月 - 茨城県北茨城市に茨城工場（地上6階）設置。
- 2000年（平成12年）12月 - 体外受精・胚培養用培養液「HFF99」を発売し、不妊治療・生殖補助医療（ART）分野に進出。
- 2001年（平成13年）1月 - 東京都中央区に扶桑日本橋ビル（地下1階・地上8階）完成。
- 2007年（平成19年）1月 - 扶桑興発株式会社のスポーツ事業（ボウリング等）を廃止[1]。
- 2013年（平成25年）3月 - 扶桑興発株式会社を清算結了。
- 2016年（平成28年）4月 - 茨城工場に粉末型透析剤を製造する第二製剤棟を竣工。
- 2022年（令和4年）4月 - 東京証券取引所市場第1部からプライム市場へ移行。
- 2024年（令和6年）1月 - 茨城工場の第二製剤棟に粉末型透析剤製造設備を増設・稼働。

## 主な商品

### 医療用医薬品・医療機器
- 人工腎臓用透析液「キンダリー透析剤」
- 前立腺疾患治療剤「セルニルトン錠」（製造販売元：東菱薬品工業(株)）
- ブドウ糖注「フソー」
- 生理食塩液「フソー」
- 注射用水「フソー」
- ろ過型人工腎臓用補液「サブラッド血液ろ過用補充液BSG」
- ヴィーン輸液シリーズ（アクチット輸液、ヴィーンF輸液、ヴィーン3G輸液、ヴィーンD輸液）
- 心臓外科手術用心停止及び心筋保護液「ミオテクター冠血管注」
- 吸着型血液浄化器「リクセル」（共同販売：(株)カネカメディックス）

### 体外受精関連製品
- HiGROWシリーズ

### 一般向け医薬品
- 痔疾治療用舌下錠「ヘモリンド」（2017年10月以降、販売権をもつ小林製薬と提携）